# Elen Londero
Elen Londero (Santa Maria, Rio Grande do Sul, 26 de dezembro de 1979), é atriz, pesquisadora, gestora de projetos em artes e educação, e, produtora cultural.

## Biografia
Nascida em Santa Maria, cidade no Rio Grande do Sul, Elen Londero é mestra em Pedagogia do Teatro pela Universidade de São Paulo (USP, 2023), bacharel em Artes Cênicas pela Universidade Federal de Santa Maria (UFSM, 2003) e graduou-se em Tecnologia em Processos Gerenciais no Centro Universitário Senac (SENAC, 1997). É integrante do grupo de Estudos e Pesquisa sobre Educação e o Pensamento Contemporâneo da Faculdade de Educação da USP. E em sua formação complementar estudou Dança Contemporânea na Fundação Theatro Municipal de São Paulo.

## Carreira
Como atriz, participou de espetáculos de grande visibilidade e enaltecidos pela crítica especializada, como em Mademoiselle Chanel, montagem que contou, na época, com aval de Karl Lagerfeld e Marie-Louise de Clermont-Tonnerre, que remonta a história e sonhos de Gabrielle Chanel, estrelado por Marília Pêra, Elen Londero e Laura Wie, sob direção de Jorge Takla e com texto de Maria Adelaide Amaral, na peça Elen e Laura fazem papéis de modelos da Maison Chanel. Em 2004 fundou o grupo teatral Cia. Veneno do Teatro, companhia que se destacou pelo ineditismo na escolha do repertório, seja pelos autores nunca montados no Brasil ou pela concepção artística original. Dentre as montagens do grupo destacam-se O Veneno do Teatro de autoria do catalão Rodolf Sirer; o projeto A Condessa de Gregory Murphy, sob a direção de Marília Pêra; e a montagem de Hello Édipo, inspirada numa junção do clássico Édipo Rei (de Sófocles) e na temática do filósofo Michel Foucault, no palco a crítica exalta o trabalho enérgico de Londero e elenco. 
O grupo Cia. Veneno do Teatro é extremamente engajado em causas sociais e voltados a promover visibilidade, dedica-se à promover encontros culturais com temas urgentes do mundo contemporâneo, com convidados de várias áreas socioculturais, e onde Elen Londero coordena a Mostra Cultural Expressões da Leste, com incentivo do ProAC Lab, que é uma ação cultural voltada para a manifestação artística de profissionais e coletivos da Zona Leste de São Paulo, em parceria com a Secretaria Municipal de Cultura, que conta com apresentações teatrais, musicais e performances de artistas populares da região.

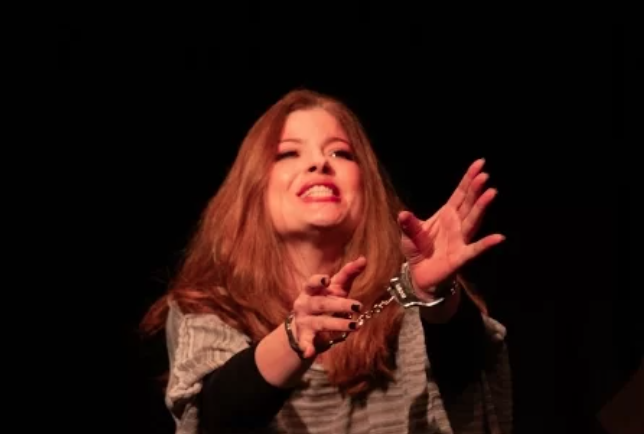
Elen Londero em Hello Édipo (2023)

Durante os anos de 2011até 2013, Elen Londero coordenou a reinauguração, gestão artística, logística e técnica do Teatro Aliança Francesa de São Paulo, teatro que tem em sua programação teatral, de abrangência nacional e internacional, e conta com apresentações de diversas linguagens artísticas.
Em 2010 iniciou suas atividades na SP Escola de Teatro – Centro de Formação das Artes do Palco como assessora da Coordenação Pedagógica, atuando diretamente junto às coordenações dos cursos regulares da instituição, e à partir de 2013 passou a realizar assessoria pedagógica para a direção executiva, assumindo assim a Coordenação de Projetos Especiais, onde coordena a implementação dos programas de residências artísticas na instituição. Comandou, em 2013 e 2014, o projeto Biblioteca do Corpo, parceria da SP Escola de Teatro com o SESC São Paulo e ImPulsTanz Festival (Viena). Ainda no mesmo ano participou da implementação dos cursos de Extensão Circense e do Projeto Estação SP, parceria com o Centro Paula Souza na execução de cursos de formação para professores de 216 ETECs a partir da linguagem teatral.

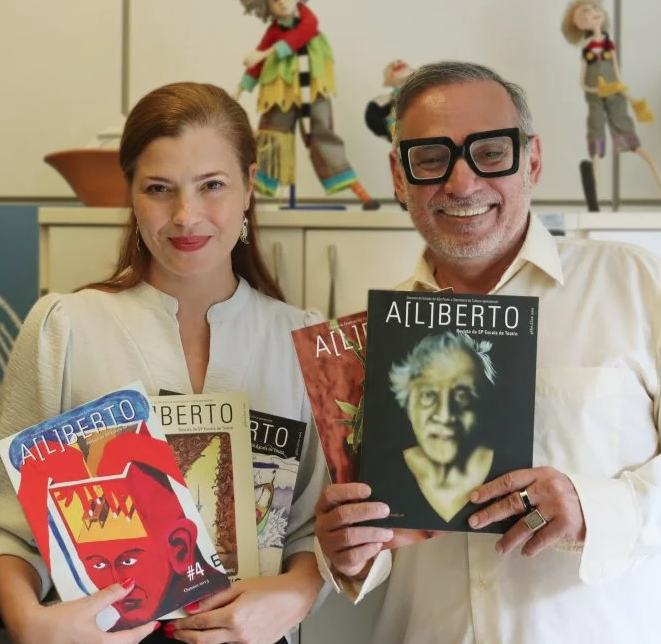
Elen Londero e Ivam Cabral com as edições da Revista A[L]BERTO

Na SP Escola de Teatro, foi a responsável pela regularização e certificação como ensino técnico dos cursos regulares da instituíção junto à Secretaria de Educação, e coordena desde a primeira edição o SP Transvisão – Semana da Visibilidade Trans, que ja esta em sua 12° edição, um iniciativa pioneira, que promove uma série de ações voltadas para o debate sobre a tolerância, visibilidade e a diversidade, além de valorizar a cultura do universo LGBTQIA+, e que Elen Londero encabeça as ações de produção cultural, ao lado de Márcia Daylin, Gustavo Ferreira e Fernanda D’Umbra. Ao longo destes doze anos de evento coordenados por Londero, foram realizadas mesas de discussão, performances e ações que contaram com a participação de importantes nomes da luta LGBTQIA+, como Laerte Coutinho, Phedra de Córdoba, Érica Malunguinho, Symmy Larrat entre outras estrelas que fizeram história ao celebrar lutas e conquistas dos corpos trans.
Em 2023 Elen Londero se tornou conselheira da Associação dos Artistas Amigos da Praça (ADAAP) e junto à instituição, dentre seus projetos coordenou o processo de certificação da MT Escola de Teatro, em Cuiabá, no MEC como um Curso Superior de Tecnologia em Teatro, e ainda, como especialista na área, foi convidada pelo MEC para a adequação e renovação do Catálogo Nacional dos Cursos Técnicos, em 2020. Atualmente é membro do conselho editorial do Selo Lucias, gerido pela ADAAP, criado em 2020, e que foi indicado ao Prêmio Shell em 2023, o Selo tem como programa editorial a publicação de livros no campo das artes, da pedagogia, das ciências sociais e da psicanálise; além da publicação da Revista A[L]BERTO. Como membro do corpo editorial Elen Londero foi uma das organizadoras, ao lado de Ivam Cabral,  Alexandre Mate e Marcio Aquiles, dos livros: Projeto Estação SP: Pedagogias da Experiência (2016), Teatro de Grupo na Cidade de São Paulo e na Grande São Paulo (2021), Teatro de Grupo em Tempos de Ressignificação: Criações Coletivas, Sentidos e Manifestações Cênicas no Estado de São Paulo (2024).

## Produção Bibliográfica
| Ano             | Título | Gênero                         | Natureza | Editora               |
| --------------- | --- | ------------------------------ | -------- | --------------------- |
| 2023            | Teatro de grupo em tempos de ressignificação: criações coletivas, sentidos e manifestações cênicas no estado de São Paulo                      | História do Teatro             | Livro    | Selo Lucias           |
| 2022            | Athos Abramo - O Crítico Reencontrado | Crítica Teatral                | Livro    | Giostri e Selo Lucias |
| 2022            | Eternizar em Escrita Preta - Coletânea Solano Trindade                                                                                         | Escrita Preta                  | Livro    | Selo Lucias           |
| 2021            | Arte Inclusiva? Quem Inclui Quem? | Pedagogia Teatral e Sociologia | Livro    | CEAAA (PT)            |
| 2020            | Teatro de grupo na cidade de São Paulo e na Grande São Paulo - Criações coletivas, sentidos e manifestações em processos de lutas e travessias | História do Teatro             | Livro    | Selo Lucias           |
| 2020            | Coletânea Solano Trindade: Jovens dramaturgos negros                                                                                           | Dramaturgia                    | Livro    | Selo Lucias           |
| 2016            | Projeto Estação SP Pedagogias da Experiência                                                                                                   | Pedagogia Teatral              | Livro    | ADAAP                 |
| 2011 - presente | A[L]BERTO | Artigo                         | Revista  | Selo Lucias           |

## Teatro
| Ano  | Trabalho                     | Como  | Personagem                      | Texto                       | Direção             |
| ---- | ---------------------------- | ----- | ------------------------------- | --------------------------- | ------------------- |
| 2023 | Hello Édipo                  | Atriz | Estrangeira / Eva               | Édipo Rei + Michel Foucault | Bartholomeu de Haro |
| 2013 | Antonia                      | Atriz | Antonia                         | Carlos Hee                  | Joaquim Gama        |
| 2011 | O Veneno do Teatro           | Atriz | Mademoiselle Sophie de Beaumont | Rodolf Sirera               | Bartholomeu de Haro |
| 2009 | A Condessa de Gregory Murphy | Atriz | Condessa de Gregory Murphy      | Bartholomeu de Haro         | Marília Pêra        |
| 2004 | Mademoiselle Chanel          | Atriz | Modelo                          | Maria Adelaide Amaral       | Jorge Takla         |

## Prêmios e Indicações
| Ano  | Premiação                                                                  | Instituíção                                                       | Categoria                                | Trabalho | Resultado |
| ---- | -------------------------------------------------------------------------- | ----------------------------------------------------------------- | ---------------------------------------- | --- | --------- |
| 2023 | Prêmio APCA                                                                | Associação Paulista dos Críticos de Arte                          | Especial da Crítica                      | Teatro de Grupo na Cidade de São Paulo e na Grande São Paulo: Criações Coletivas, Sentidos e Manifestações em Processos de Lutas e de Travessias | Venceu    |
| 2023 | Prêmio Shell                                                               | Shell                                                             | Energia Que Vem da Gente                 | Criação do Selo Lucias | Indicado  |
| 2023 | Prêmio Arcanjo de Cultura                                                  | Blog do Arcanjo                                                   | Especial                                 | Teatro de Grupo na Cidade de São Paulo e na Grande São Paulo: Criações Coletivas, Sentidos e Manifestações em Processos de Lutas e de Travessias | Venceu    |
| 2022 | Selo da Diversidade, Secretaria de Direitos Humanos e Cidadania, São Paulo | Secretaria Municipal de Direitos Humanos e Cidadania de São Paulo | Projeto Organizacional Cultural e social | ADAAP - Programa de Empregabilidade Trans e Travestis SP Transvisão: Semana de Visibilidade Trans - LGBTQIAP+                                    | Venceu    |

## Ligações Externas
- Companhia Veneno de Teatro
- ADAAP
- SP Escola de Teatro